# Materialfluss
Als Materialfluss werden nach VDI 2411 alle Vorgänge und deren Verkettung beim Gewinnen, Be- und Verarbeiten sowie bei der Verteilung von stofflichen Gütern innerhalb bestimmter, festgelegter Produktions-, Lager- und Transportbereiche verstanden.

## Allgemeines
Bei diesen Bereichen kann es sich um einzelne Arbeitsplätze, Fabriken, Abteilungen oder Werke handeln. Bereiche können verschiedene Stationen zwischen Wareneingang und Warenausgang umfassen: Prüfvorgänge, Lagerungsvorgänge, Bearbeitungsvorgänge, Fördern (Transportieren), Handhaben, Montieren, Sammeln, Verteilen, Sortieren, Kommissionieren und Verpacken. An den Grenzen der Bereiche bzw. an den Stationen wird der Materialfluss anhand der Materialflussobjekte erfasst; dies können Waren, Teile oder Baugruppen, aber auch unterschiedliche Ladeeinheiten, Transporthilfsmittel und Transportmittel sein.
Betrachtet man den Materialfluss über die jeweiligen Grenzen der Produktionsbereiche hinaus spricht man von einer Lieferkette. In neuerer Zeit ist die Vokabel Wertstrom gebräuchlich, bei deren Gebrauch gleichzeitig die Forderung verbunden ist, Materialflüsse nur so zu gestalten, dass dabei dem Material Wert im Sinne von Kundennutzen zugefügt, also Verschwendung vermieden wird. Der Materialfluss kann durch eine Wertstromanalyse zunächst untersucht und danach mit Hilfe des Wertstromdesigns optimiert werden.

## Materialfluss-Struktur
Man kann den Materialfluss und seine Struktur nach verschiedenen Gesichtspunkten unterscheiden, z. B. ob es sich um einen gerichteten oder ungerichteten Materialfluss handelt, ob es Materialfluss-Verzweigungen und/oder -Zusammenführungen gibt, ob es sich um einen offenen oder einen geschlossenen Materialfluss (Kreislauf) handelt usw.
Die Unterscheidung ist u. a. für die Materialflussanalyse, die Steuerung von Materialflusssystemen, das Wertstromdesign oder die Simulation des Materialflusses wichtig.
Zur Abbildung von ungerichteten Materialflüssen eignen sich Graphen (s. Graph (Graphentheorie)) in Form von Knoten-Kanten-Modellen. Zur Abbildung von gerichteten Materialflüssen, wie man sie in der industriellen Fertigung von technischen Produkten vorfindet, eignet sich die Boolesche Interval-Algebra. Jedes einzelne Intervall (Abschnitt) im Materialfluss beginnt mit einem eindeutigen Zählpunkt (Logistik), der an dem Zählpunkt des nächstfolgenden Intervalls endet, dadurch bilden die aufeinanderfolgenden Zählpunkte eine zusammenhängende Materialflusskette ab.

## Software
- Plant Simulation
- OTD-InSite wird am Fraunhofer IML entwickelt und integriert die innerbetriebliche Materialflusssimulation in die Ebene des Unternehmensnetzwerks.[4]